# Blau i Blanc
Blau i Blanc (hebreu: כחול לבן, Kahol Lavan‎) fou una coalició política centrista i sionista liberal d'Israel. Es va formar el 2019 per la confluència dels partits Resiliència per a Israel, Yeix Atid i Telem per a concórrer a les eleccions legislatives d'Israel d'abril de 2019. La coalició es trencà després de les eleccions de 2020 i a partir de llavors Resiliència per a Israel continuà usant el nom Blau i Blanc.
Es definien com un partit plural que volia representar tots els ciutadans tant en l'aspecte polític com religiós. El blau i el blanc són els colors nacionals d'Israel i els de la seva bandera i "blau i blanc" s'utilitza col·loquialment com a sinònim d'israelià.

## Història
La coalició es va formar per a presentar-se a les eleccions de 2019 com una alternativa a l'autoritarisme del Primer Ministre Binyamín Netanyahu. La coalició estava encapçalada per Benny Gantz, ex-cap de l'Estat Major de l'exèrcit, que feia poc havia format el partit Resiliència per a Israel; el periodista Yair Lapid, líder del partit Yeix Atid i el partit Telem de l'ex-ministre de defensa Moixé Yaalon. Segons el pacte al qual van arribar, en cas d'aconseguir formar govern, Gantz seria primer ministre durant dos anys i mig i després cediria el poder a Lapid per a l'any i mig restant del mandat.
A les eleccions legislatives d'Israel d'abril de 2019 aconseguiren 35 escons, empatant amb el Likkud del primer ministre Netanyahu que fou el partit més votat. Malgrat el bon resultat, la coalició de govern de Netanyahu amb els partits religiosos i de dreta continuà tenint majoria a la Kenésset, però la falta d'entesa per a formar govern provocà la repetició de les eleccions el setembre de 2019.
A les eleccions legislatives d'Israel de setembre de 2019 aconseguiren 33 escons, sent el partit més votat per davant del Likkud. Tot i això, el president d'Israel Reuven Rivlin encarregà la formació de govern a Netanyahu que tenia més suports. Quan aquest no aconseguí formar govern, ho encarregà a Gantz, que tampoc ho aconseguí i s'hagueren de repetir altra vegada les eleccions.

### Marxa de Yeix Atid i Telem
A les eleccions legislatives d'Israel de 2020 mantingueren els 33 escons però aquest cop els superà el Likkud que n'aconseguí 36. Tot i això, Gantz tingué més suports i el president d'Israel li encarregà la formació de govern. Aquest govern necessàriament hauria d'haver tingut el suport extern de la coalició majoritàriament àrab Llista Conjunta i això provocà el rebuig d'alguns dels mateixos diputats que hi haurien d'haver donat suport, cosa que feia encara més difícil la formació del govern. El 25 d'abril dimití Yuli Edelstein, president de la Kenésset, després que aquest es negués a convocar una sessió per a votar el seu successor atès que Netanyahu havia tancat la Kenésset per la pandèmia del coronavirus però el Tribunal Suprem el va obligar a convocar-la i va dimitir. Contra tot pronòstic, l'endemà Gantz es va presentar per a ocupar el càrrec de president de la Kenésset i fou escollit per 74 vots a favor i 18 en contra. Els vots a favor incloïen els partits de dreta que donen suport a Netanyahu i els diputats del seu partit dins de la coalició Blau i Blanc, mentre que la resta de partits de la coalició no participaren en la votació. Segons publicaren els mitjans israelians, Gantz havia arribat a un pacte amb Netanyahu pel qual Netanyahu continuaria com a primer ministre durant un any i mig i després Gantz el rellevaria durant un any i mig més. Aquest pacte trencà la coalició Blau i Blanc, atès que els altres partits de l'aliança no hi donaven suport. Yair Lapid, líder de Yeix Atid acusà Gantz d'haver-los robat els vots i donar-los a Netanyahu i que precisament havien format Blau i Blanc per a donar als israelians una alternativa a Netanyahu. Per la seva banda, Gantz digué que havia triat l'únic camí possible, un govern d'emergència per combatre el coronavirus i protegir la democràcia a Israel.
El 29 de març, les diverses faccions de la coalició acordaren, en una reunió del comitè de coordinació de la Kenésset, que Benny Gantz i els quinze parlamentaris del seu partit Resiliència per a Israel conservarien el nom de Blau i Blanc mentre que els 13 parlamentaris de Yeix Atid i 3 del Telem formarien el grup parlamentari Yeix Atid-Telem que romandria a l'oposició. Els dos restants parlamentaris del Telem formaren el nou partit Derech Eretz, que es coordinaria amb Blau i Blanc i s'uniria a la coalició de govern. Al mateix temps hi hagué una parlamentària que passà de Yeix Atid a Resiliència per a Israel i una que ho feu al revés, i s'acordà que no hi hagués sancions per a aquests canvis de partit.
Després de les eleccions de 2021, s'arribà a un acord de govern de Yamina, Yesh Atid, Blau i Blanc, Partit Laborista, Yisrael Beiteinu, Nova Esperança, Mérets, i la Llista Àrab Unida que preveia que Naftali Bennett de Yamina seria primer ministre fins al 27 d'agost de 2023, moment en què Yair Lapid de Yesh Atid agafaria el relleu com a primer ministre i que l'acció de govern se centraria en l'economia i en temes socials, emfatitzant la recuperació després de la Pandèmia de COVID-19. El 30 de juny de 2022, després de l'agreujament de les diferències entre els partits del govern i de patir algunes desercions que els feren perdre la majoria parlamentària, la Kenésset va aprovar la seva dissolució i convocatòria d'eleccions anticipades.

### Partit de la Unitat Nacional
De cara a les eleccions de 2022 va arribar un acord amb el partit Nova Esperança de Gideon Sa'ar i formaren la coalició Partit de la Unitat Nacional. Posteriorment, a aquesta aliança s'hi van afegir l'ex-comandant en Cap de les Forces de Defensa d'Israel Gadi Eizenkot, que ocuparia el tercer lloc a la llista, i l'exministre de serveis religiosos i diputat de Yamina Matan Kahana, que ocuparia el novè lloc, i van anomenar l'aliança Partit de la Unitat Nacional,
El 12 d'octubre de 2023 el Partit de la Unitat Nacional va anunciar que formaria un gabinet de guerra amb el Likkud en resposta als atacs del 7 d'octubre a Israel que van desencadenar la guerra contra Hamàs. Cinc membres de la coalició (Benny Gantz, Gadi Eizenkot, Gideon Sa'ar, Hili Tropper i Jifat Xaixa-Biton) van entrar al govern de Binyamín Netanyahu com a ministres sense cartera. En un context d'inestabilitat, pressions i apogeu de les mobilitzacions socials, el 17 de juny de 2024 Netanyahu va dissoldre el gabinet de guerra després de les pressions ultres dins del Govern i la dimissió del ministre de guerra Gantz.
L'aliança es va dissoldre en juliol de 2025 després de la marxa d'Eizenkot i Kahana.

## Ideologia
La coalició creu en un govern fort i estable limitant el primer ministre a vuit anys o tres mandats en el càrrec i impedint que qualsevol persona condemnada per un delicte greu pugui ser un funcionari públic. Creuen en un govern moral que serveixi els interessos dels seus ciutadans, treballant per retornar diners prèviament assumits pels partits polítics en acords obscurs i utilitzant-lo per reduir el cost de la salut, l'educació i la vida. Tenen com a objectiu reforçar la seguretat nacional mitjançant el desenvolupament de les capacitats estratègiques del país i la creació d'una iniciativa diplomàtica per a la pau amb els palestins. Els valors jueus plurals bàsics són fonamentals en la seva campanya: el dret dels ciutadans a casar-se, divorciar-se, ser pares i ser enterrat segons les seves creences específiques i la responsabilitat de tots els ciutadans de servir a l'exèrcit, independentment del seu nivell religiós.

## Líders
L'aliança era liderada per Benny Gantz tot i que Yair Lapid i Gantz exercien de colíders fins al trencament de la coalició el 2020.
| Líder | Líder | Líder       | Inici | Final |
| ----- | ----- | ----------- | ----- | ----- |
|       |       | Benny Gantz | 2019  | 2022  |
|       |       | Yair Lapid  | 2019  | 2020  |

## Composició
La composició de la coalició en les eleccions d'abril i setembre de 2019 i les de 2020 fou la següent:
| Partit | Partit                   | Ideologia            | Posició     | Líder         |
| ------ | ------------------------ | -------------------- | ----------- | ------------- |
|        | Resiliència per a Israel | Socioliberalisme     | Centre      | Benny Gantz   |
|        | Yeix Atid                | Liberalisme          | Centre      | Yair Lapid    |
|        | Telem                    | Nacional liberalisme | Centredreta | Moshe Ya'alon |

Després d'aquestes eleccions, la coalició es trencà i Resiliència per a Israel continuà fent servir el nom de la coalició en solitari.

## Resultats electorals
Resultats com a coalició de Resiliència per a Israel, Yeix Atid i Telem:
| Elecció       | Líder                  | Vots           | %     | Escons   | +/– | Estatus       |
| ------------- | ---------------------- | -------------- | ----- | -------- | --- | ------------- |
| Abril 2019    | Benny Gantz Yair Lapid | 1.125.667 (#2) | 26,13 | 35 / 120 | -   | Es repeteixen |
| Setembre 2019 | Benny Gantz Yair Lapid | 1.151.214 (#1) | 25,95 | 33 / 120 | 2   | Es repeteixen |
| 2020          | Benny Gantz            | 1.220.381 (#2) | 26,59 | 33 / 120 | =   | Govern        |

Resultats sent únicament el nom electoral de Resiliència per a Israel:
| Elecció | Líder       | Vots                       | %                          | Escons  | +/– | Estatus            |
| ------- | ----------- | -------------------------- | -------------------------- | ------- | --- | ------------------ |
| 2021    | Benny Gantz | 292.257 (#4)               | 6,63                       | 8 / 120 | 8   | Govern             |
| 2022    | Benny Gantz | Dins de la Unitat Nacional | Dins de la Unitat Nacional | 6 / 120 | 2   | Oposició (2022-23) |
| 2022    | Benny Gantz | Dins de la Unitat Nacional | Dins de la Unitat Nacional | 6 / 120 | 2   | Govern (2023-24)   |
| 2022    | Benny Gantz | Dins de la Unitat Nacional | Dins de la Unitat Nacional | 6 / 120 | 2   | Oposició (2024-)   |